# Мямікеєво
Мяміке́єво (рос. Мямикеево, марій. Мамыке) — присілок у складі Гірськомарійського району Марій Ел, Росія. Входить до складу Єласівського сільського поселення.

## Населення
Населення — 46 осіб (2010; 50 у 2002).
Національний склад (станом на 2002 рік):
- марі — 98 %